# Campionat d'Àustria de trial
El Campionat d'Àustria de trial, regulat per la federació austríaca de motociclisme, OSK ÖAMTC (Oberste Nationale Sportkommission für den Kraftfahrsport), és la màxima competició de trial que es disputa a Àustria.

## Llista de guanyadors
A 10 de desembre de 2024
| Temporada                | Campió                                     | Motocicleta       |
| ------------------------ | ------------------------------------------ | ----------------- |
| 1975                     | Franz Trummer (250cc) Joe Wallman (>250cc) | Puch · Bultaco    |
| 1976                     | Joe Wallman                                | Bultaco           |
| 1977                     | Joe Wallman                                | Bultaco           |
| 1978                     | Gottfried Engstler                         | Bultaco           |
| 1979                     | Gottfried Engstler                         | Bultaco           |
| 1980                     | Franz Trummer                              | Montesa           |
| 1981                     | Walter Luft                                | Montesa           |
| 1982                     | Joe Wallman                                | Bultaco           |
| 1983                     | Christian Schneider                        | Montesa           |
| 1984                     | Christian Schneider                        | Montesa           |
| 1985                     | Christian Schneider                        | Fantic            |
| 1986                     | Christian Schneider                        | Fantic            |
| 1987                     | Erich Brandauer                            | Beta              |
| 1988                     | Erich Brandauer                            | Beta              |
| 1989                     | Erich Brandauer                            | Fantic            |
| 1990                     | Erich Brandauer                            | Aprilia           |
| 1991                     | Erich Brandauer                            | Beta              |
| 1992                     | Erich Brandauer                            | Beta              |
| 1993                     | Erich Brandauer                            | Beta              |
| 1994                     | Erich Brandauer                            | Beta              |
| 1995                     | Erich Brandauer                            | Gas Gas           |
| 1996                     | Erich Brandauer                            | Gas Gas           |
| 1997                     | Erich Brandauer Richard Hitzler            | Gas Gas · Montesa |
| 1998                     | Erich Brandauer                            | Gas Gas           |
| 1999 - 2002: Sense dades |                                            |                   |
| 2003                     | Horst Schmid                               | Sherco            |
| 2004                     | Horst Schmid                               | Sherco            |
| 2005                     | Andreas Lettenbichler                      | Gas Gas           |
| 2006                     | Peter Rieder                               | Scorpa            |
| 2007                     | Markus Adamec                              | Gas Gas           |
| 2008                     | Markus Adamec                              | Sherco            |
| 2009                     | Markus Adamec                              | Sherco            |
| 2010                     | Jonas Widschwendter                        | Sherco            |
| 2011                     | Jonas Widschwendter                        | Sherco            |
| 2012                     | Jonas Widschwendter                        | Sherco            |
| 2013                     | Jonas Widschwendter                        | Sherco            |
| 2014                     | Manuel Vollgger                            | Beta              |
| 2015                     | Manuel Vollgger                            | Beta              |
| 2016                     | Bernhart Walkner                           | Montesa           |
| 2017                     | Manuel Vollgger                            | Beta              |
| 2018                     | Jonas Widschwendter                        | TRRS              |
| 2019                     | Marco Mempör                               | Beta              |
| 2020                     | Marco Mempör                               | TRRS              |
| 2021                     | Marco Mempör                               | TRRS              |
| 2022                     | Marco Mempör                               | Gas Gas           |
| 2023                     | Marco Mempör                               | Gas Gas           |
| 2024                     | Marco Mempör                               | Gas Gas           |

## Estadístiques

### Campions amb més de 3 títols
A 10 de desembre de 2024
| Pilot               | Títols |
| ------------------- | ------ |
| Erich Brandauer     | 12     |
| Marco Mempör        | 6      |
| Jonas Widschwendter | 5      |
| Christian Schneider | 4      |